# シュチプタルラジオ・テレビ
シュチプタルラジオ・テレビ（アルバニア語：Radio Televizioni Shqiptar）は、アルバニアの放送局である。

## 概要
1938年に設立。首都のティラナにおかれている。1993年から在外アルバニア人むけに衛星国際放送を行っている。運営は商業広告と政府の交付金による。